# Pepijn Smits
Pepijn Smits (9 dicembre 1996) è un nuotatore olandese, specializzato nelle gare di fondo.

## Carriera
Agli europei di nuoto di Glasgow 2018 ha vinto la medaglia d'oro nella 5 chilometri a squadre, gareggiando coi compagni di nazionale Esmee Vermeulen, Sharon van Rouwendaal e Ferry Weertman.

## Palmarès
- Europei di nuoto

Glasgow 2018: oro nella 5 km a squadre;